# Fricativa no-sibilante postalveolar sorda
La fricativa no sibilante postalveolar sorda es un sonido consonántico. Como el Alfabeto Fonético Internacional no tiene símbolos separados para las consonantes postalveolares (el mismo símbolo se usa para todos los lugares de articulación coronal que no están palatalizados ), este sonido generalmente se transcribe ⟨ ɹ̠̊˔ ⟩ ( retraído constreñido sordo [ɹ] ). El símbolo X-SAMPA equivalente es r\_-_0_r.

## Características
- Su modo de articulación es fricativa , lo que significa que se produce al contraer el flujo de aire a través de un canal estrecho en el lugar de articulación, lo que provoca turbulencia . Sin embargo, no tiene la lengüeta acanalada y el flujo de aire dirigido, o las altas frecuencias de un sibilante.

- Su punto de articulación es postalveolar , lo que significa que se articula con la punta o la hoja de la lengua detrás de la cresta alveolar.

- Su fonación es sorda, lo que significa que se produce sin vibraciones de las cuerdas vocales.

- Es una consonante oral , lo que significa que el aire solo puede escapar por la boca.

- Es una consonante central , lo que significa que se produce al dirigir la corriente de aire a lo largo del centro de la lengua, en lugar de hacia los lados.

- El mecanismo de la corriente de aire es pulmonar , lo que significa que se articula empujando el aire únicamente con los músculos intercostales y el diafragma , como en la mayoría de los sonidos.

## Ocurre en
| Idioma | Idioma                 | Palabra | AFI     | Significado | Notas |
| ------ | ---------------------- | ------- | ------- | ----------- | --- |
| Inglés | Irlandés               | tree    | [tɹ̠̊˔iː] | 'árbol'     | Realización de /r/ después de la palabra inicial /t/, a menos que esté precedida por /s/ dentro de la misma sílaba. See English phonology                                                          |
| Inglés | Received Pronunciation | crew    | [kɹ̠̊˔ʊu̯] | 'multitud'  | Sólo parcialmente sordo. Es una realización de /r/ después de la inicial de palabra fortis oclusivas /p, k/, a menos que estén precedidas por /s/ dentro de la misma sílaba. See English phonology |